# Modraže
Modraže – wieś w Słowenii, w gminie Poljčane. W 2018 roku liczyła 61 mieszkańców.